# Alliance Notre Moldavie
Notre Moldavie (nom complet : Alliance « Notre Moldavie », en roumain Partidul Alianța „Moldova Noastră”, AMN) est un parti politique moldave, de tendance sociale-libérale, fondé en 2003, dirigé par Serafim Urechean, un ancien maire de Chișinău.
Il fait partie de l'Alliance des démocrates et des libéraux pour l'Europe et est observateur à l'Internationale libérale.
Aux élections parlementaires du 5 avril 2009, c'est le 4e parti à être représenté au Parlement, avec 9,87 % des voix.